# دارک مور
دارک مور (به انگلیسی: Dark Moor) یک گروه سمفونیک پاور متال اسپانیایی است که در سال ۱۹۹۳ تشکیل شد. این گروه تا سال ۲۰۱۲ در مجموع سه دمو، دو آلبوم چندآهنگه و هشت آلبوم استودیویی منتشر کرده است.

## تاریخچه
دارک مور در سال ۱۹۹۳ توسط گیتاریستی به نام انریک گارسیا بنیان گذاشته شد و گروه پس از عرضهٔ سه کار دمو در سال ۱۹۹۹ با شرکت نشر موسیقی Arise برای عرضهٔ نخستین آلبوم استودیویی خود با نام سرزمین سایه قرارداد امضا نمود. اعضای گروه دارک مور در این زمان متشکل بود از انریک گارسیا (گیتار)، الیسا کاندلاس مارتین (خواننده)، آلبرت ماروتو (گیتار)، آنان کادوری (گیتار بیس)، روبرتو پنیا د کاموس (کیبرد) و خورخه سائز (درامز). آلبوم‌های تالار رویاهای کهن در سال ۲۰۰۰، سقوط ملنیبون در سال ۲۰۰۱، دروازه‌های فراموشی در سال ۲۰۰۲ و در بین نور و تاریکی در سال ۲۰۰۳ با همین ترکیب اعضا انتشار یافت. دارک مور را در این زمان با دیگر گروه‌های پاور متال اروپایی همچون راپسودی و بلایند گاردین مقایسه می‌کردند.
پس از انتشار آلبوم در بین نور و تاریکی اعضای گروه دستخوش تغییر شد و تنها گارسیا و کادوری از اعضای اولیهٔ آن باقی‌ماندند و اعضای جدیدی شامل آلفرد رومرو (خواننده)، خوزه گاریدو (گیتار) و اندی سی (درامز) به آنان پیوستند. چهارمین آلبوم استودیویی دارک مور با ترکیب و خوانندهٔ جدید با عنوان دارک مور در سال ۲۰۰۳ منتشر شد. یک سال بعد کادوری نیز تصمیم به ترک گروه گرفت و نوازندهٔ گیتار بیس جدیدی به نام دانیل فرناندز جانشین او گردید و پنجمین آلبوم استودیویی گروه با عنوان فراسوی دریا در سال ۲۰۰۵ انتشار یافت. پس از آن گروه تور اسپانیایی خود را آغاز نمود و در چند فستیوال در اسپانیا، ایتالیا، فرانسه و سوئیس شرکت جست. در همین زمان آنان خبر انحلال شرکت ضبط موسیقی ارایز را دریافت داشتند.
در تابستان سال ۲۰۰۶ گروه ششمین آلبوم استودیویی خود را با نام تاروت و با درامر جدیدی به نام روبرتو کاپا ضبط نمود و برای انتشار آن با شرکت ضبط موسیقی اسکارلت رکوردز قرارداد امضا نمود. انتشار این آلبوم با نقدهای مثبتی همراه بود و گروه نخستین تور خود در آمریکای جنوبی را تجربه کرد. هفتمین آلبوم استودیویی گروه با نام پاییزی در سال ۲۰۰۹ انتشار یافت و نوازندهٔ گیتار بیس جدیدی به نام ماریو گارسیا نیز به گروه پیوست. عاشقانهٔ اجدادی، نام هشتمین آلبوم استودیویی دارک مور است که در سال ۲۰۱۰ انتشار یافت.

## آلبوم‌شناسی
دموها
- ۱۹۹۶ - Tales of the Dark Moor
- ۱۹۹۸ - Dreams of Madness
- ۱۹۹۹ – Flying

آلبوم‌های چندآهنگه
- ۲۰۰۱ - The Fall of Melnibone
- ۲۰۰۳ - Between Light and Darkness

آلبوم‌های استودیویی
- ۱۹۹۹ - Shadowland
- ۲۰۰۰ - The Hall of the Olden Dreams
- ۲۰۰۲ - The Gates of Oblivion
- ۲۰۰۳ - Dark Moor
- ۲۰۰۵ - Beyond the Sea
- ۲۰۰۷ – Tarot
- ۲۰۰۹ - Autumnal
- ۲۰۱۰ - Ancestral Romance
- ۲۰۱۳ - Ars Musica

## اعضا
- انریک گارسیا – گیتار (۱۹۹۳ تاکنون)
- آلفرد رومرو – خواننده (۲۰۰۳ تاکنون)
- روبرتو کاپا – درامز (۲۰۰۷ تاکنون)
- ماریو گارسیا – گیتار بیس (۲۰۰۹ تاکنون)